# Buraco negro carregado
Um buraco negro carregado é um buraco negro que possui carga elétrica. Ainda que a repulsão eletromagnética em massas comprimidas e eletricamente cargadas seja dramaticamente maior que a atração gravitacional (por cerca de 40 classes de magnitude), não se espera que buracos negros com uma carga elétrica tão significativa possam se formar na natureza.
Um buraco negro carregado é um dos 3 possíveis buracos negros que poderiam existir na teoria da gravidade chamada relatividade geral. O buracos negros se caracterizam por 3 (e somente 3) tipos, que são:
- Massa M (chamado um buraco negro de Schwarzschild se este não possui momento angular nem carga elétrica),
- Momento angular J (chamado um buraco negro de Kerr se este não possui carga), e
- Carga elétrica Q (buraco negro carregado ou buraco negro de Reissner-Nordström se o momento angular é zero, ou um buraco negro de Kerr-Newman se tem tanto momento angular e carga elétrica).

Um artigo especial, matematicamente orientado, descreve a métrica de Reissner-Nordstrom para um buraco negro carregado sem rotação.
As soluções da equação de campo de Einstein para o campo gravitacional de um ponto de massa eletricamente carregado (com momento angular igual a zero) em um espaço vazio foi obtida em 1918 por Hans Reissner e Gunnar Nordstrom, não muito tempo depois, Karl Schwarzschild encontrou a métrica de Schwarzschild como solução para o ponto de massa sem carga elétrica nem momento angular.